# Malcolm Rose
Malcolm Rose (ur. 1953 w Coventry) – brytyjski pisarz, autor kryminałów i thrillerów, twórca literatury młodzieżowej, chemik.
W 1974 ukończył studia licencjackie na University of York. W 1978 uzyskał stopień Ph.D. Był pracownikiem naukowym The Open University.
Jego powieści Tunnel Vision i Plague otrzymały nagrodę Angus Award. Jest żonaty i ma syna. Mieszka w Sheffield.

## Dzieła

### Powieści
- Rift (1985)
- The Highest Form of Killing (1990)
- Son of Pete Flude (1991)
- The Obtuse Experiment (1993)
- The Smoking Gun (1993)
- Formula for Murder (1994)
- Concrete Evidence (1995)
- Tunnel Vision (1996)
- The Alibi (1996)
- Circle of Nightmares (1997)
- seria Lawless and Tilley:

1. The Secrets of the Dead (1997)
2. Deep Waters (1997)
3. Magic Eye (1998)
4. Still Life (1998)
5. Flying Blind (1999)
6. Lethal Harvest (1999)
7. Fire and Water (2000)

- Flying Upside Down (1998)
- Breathing Fear (1999)
- Plague (2000)
- Bloodline (2002)
- Clone (2002)
- Transplant (2003)
- The Tortured Wood (2004)
- Hurricane Force (2005)
- seria Ślady:

1. Framed! (2005) (wyd.pol. 2009 Winny niewinny)
2. Lost Bullet (2005) (wyd.pol. 2010 Zaginiony pocisk)
3. Roll Call (2005)
4. Double Check (2006)
5. Final Lap (2007)
6. Blood Brother (2008)

- Kiss of Death (2006)
- The Death Gene (2006)
- seria Shades:

1. Four Degrees More (2007)
2. Animal Lab (2008)
3. Asteroid (2009)

- All That Remains (2009)
- Forbidden Island (2009)
- seria Jordan Stryker:

1. Bionic Agent (2010)
2. Cyber Terror (2011)

- Connor's Brain (2016)
- Chasing the Rapture (2019)

### Literatura faktu
- Scene of the Crime (2008)